# 博爾納·丘里奇
博爾納·丘里奇（1996年11月14日—），克羅地亞網球運動員，ATP排名最高为世界第12位（2018年11月5日）。丘里奇2013年轉為職業球員，16歲代表克羅地亞參加戴維斯盃，於單打比賽對陣英國球員安迪·穆雷，最後雖然落敗，但外界開始注意到丘里奇的表現。2014年美國網球公開賽，丘里奇從資格賽打進正賽，在首輪的比賽中挑落賽會28號種子盧卡斯·拉索爾，成為繼諾瓦克·喬科維奇於2006年美國網球公開賽之後，第二位以最小年紀打入美網正賽的球員。

## 青年生涯
2013年，丘里奇在澳洲網球公開賽和法國網球公開賽的青少年組比賽中都打進了四強，在美國網球公開賽一舉奪冠，並成為青少組世界第一。
| 大滿貫青少年組   |    |    |
| 澳洲網球公開賽   | 2R | SF |
| 法國網球公開賽   | 1R | SF |
| 溫布頓網球錦標賽 | 2R | QF |
| 美國網球公開賽   | 2R | W  |

## 職業生涯

### 2013年
丘里奇的職業網球處子戰是2013年代表克羅地亞參加台維斯盃世界組淘汰賽。克羅地亞對陣英國的比賽中，丘里奇個人單打遇上世界排名第三的安迪·穆雷，最終以3-0不敵對手。雖然落敗，但年僅16歲的他成功在首六局打成平手，並在第三盤破了穆雷的發球局，顯示出他的潛質。這年他共贏得四個希望賽冠軍。

### 2014年：ATP明日之星
2014年4月戴維斯盃，丘里奇爆冷擊敗了排名21的波蘭選手傑西·雅諾維茨。7月他以外卡身份參加在烏馬格舉行的250賽，首輪遇上排名46的愛德華·羅傑-瓦塞林並以兩盤直落擊敗對手，到四分之一决赛不敵法比奧·福尼尼出局。賽後他的世界排名升至194。之後舉行的美國網球公開賽中，丘里奇在資格賽取得三連勝，首次打進大滿貫正賽，於第一輪以3-0擊敗剛在溫斯頓·塞拉姆公開賽奪下冠軍盧卡斯·拉索爾，再次引起媒體關注。9月21日，丘里奇擊敗馬利克·查斯利並贏得首個ATP挑戰賽錦標，排名躍升至140名。10月在瑞士舉行的500賽，丘里奇再次以外卡身份參賽，並在四分之一决赛以2-0擊敗排名第三拉斐尔·纳达尔，可惜隨後的半決賽不敵大卫·戈芬才出局。比賽結束後，年僅17歲11個月的丘里奇的排名不但躍升至93名，並成為自2003年來擊敗纳达尔的最年輕網球員。作為史上最年輕打進100強的網球員，丘里奇在同年11月贏得了ATP明日之星獎。

### 2015年
丘里奇這年的目標定在世界首50名。他在2015年首場比賽是在清奈舉行的250賽，擊敗羅賓·哈塞後不敵衛冕的斯坦·瓦林卡出局。在澳洲網球公開賽中，他首次直接參加正賽，但首輪便不敵熱雷米·夏爾迪出局。隨後他參加了兩項250賽，先後被謝爾蓋·斯坦高夫斯基和吉爾·西蒙擊敗。2月底在杜拜舉行的500賽，丘里奇雖然在資格賽出局，但以幸運落敗者身份參加正賽並擊敗安迪·穆雷打進半決賽遇上大師罗杰·费德勒，丘里奇被费德勒技術性擊倒並出局，再一次在半決賽止步，賽後他排名再次躍升到61名，這亦是他第二次在世界排名首五位網球員身上取勝。3月的戴維斯盃，他在個人單打遇上維克托·特羅伊茨基，領先2-0並在第三盤領先一個破發局情況下被翻盤倒輸3-2。之後他參加印第安維爾斯大師賽，這是他首次參加大師賽，從資格賽起取得三連勝，在第二輪不敵澳洲年輕球手伯納德·托米奇出局。

## 職業生涯戰績統計

### 大滿貫
| 比賽             | 2014 | 2015 | 勝–負 |
| ---------------- | ---- | ---- | ----- |
| 澳洲網球公開賽   | A    | 1R   | 0–1   |
| 法國網球公開賽   | A    | 3R   | 2–1   |
| 溫布頓網球錦標賽 | Q1   | 2R   | 1–1   |
| 美國網球公開賽   | 2R   | 1R   | 1–2   |
| 勝–負            | 1–1  | 3–4  | 4–5   |

### 比賽決賽列表

#### 大滿貫青年組（1）
| 結果 | 年份 | 比賽           | 場地 | 對手              | 比分          |
| ---- | ---- | -------------- | ---- | ----------------- | ------------- |
| 冠軍 | 2013 | 美國網球公開賽 | 硬地 | 壇納西·科基納基斯 | 3–6，6–3，6–1 |

#### 1000積分大師賽
| 結果 | 年份 | 比賽           | 場地 | 對手     | 比分          |
| ---- | ---- | -------------- | ---- | -------- | ------------- |
| 亞軍 | 2018 | 上海大師賽     | 硬地 | 喬科維奇 | 6-3、6-4      |
| 冠軍 | 2022 | 辛辛那提大师赛 | 硬地 | 西西帕斯 | 7–6(7-0)，6–2 |

## 榮譽
- ATP明日之星（2014）

## 外部連結
- 博爾納·丘里奇（英文/西班牙文）的官方資料
- 博爾納·丘里奇的國際網球總會 職業／青少年 官方資料（英文）
- 博爾納·丘里奇的官方資料（英文）

| 獎項                  | 獎項                 | 獎項                     |
| --------------------- | -------------------- | ------------------------ |
| 前任： 吉力·維斯利    | ATP明日之星 2014     | 繼任： 亞歷山大·兹維列夫 |
| 前任: 麥肯齊·麥克唐納 | ATP年度复出球员 2022 | 继任: 当前               |